# Friday Night Lights (álbum)
Friday Night Lights es la banda sonora de la película de 2004 Friday Night Lights, compuesta mayormente por la banda de post-rock Explosions in the Sky entre junio y agosto de 2004. También incorpora música de Daniel Lanois, Bad Company, y David Torn.
Explosions in the Sky se unió al proyecto después de recibir un mensaje de correo electrónico del productor Brian Reitzell que decía que estaba trabajando en una nueva película y se preguntaba si la banda estaría interesada en hacer la música para esta. Los miembros de la banda estaban familiarizados con el libro sobre el cual la película estaba basada, además de haber sido criados en el lugar donde estaba ambientada, el oeste de Texas. La pista "Your Hand In Mine" fue adaptada de su álbum The Earth is not a Cold Dead Place.
Una versión de doble vinilo del álbum fue lanzada exclusivamente a través de la discográfica Hip-O Select y limitada a solo 2500 copias.

## Lista de canciones
1. "From West Texas" - 2:41
2. "Your Hand in Mine (with strings)" - 4:08
3. "Our Last Days as Children" - 2:41
4. "An Ugly Fact of Life" - 2:55
5. "Home" - 2:38
6. "Sonho Dourado" (Daniel Lanois) - 3:26
7. "To West Texas" - 4:06
8. "Your Hand in Mine (Goodbye)" - 2:05
9. "Inside It All Feels the Same" - 4:23
10. "Do You Ever Feel Cursed?" (David Torn) - 3:23
11. "Lonely Train" - 6:51
12. "Seagull" (Bad Company) - 4:03
13. "The Sky Above, the Field Below" - 5:40
14. "A Slow Dance" - 3:53
15. "A Poor Man`s Memory" - 6:05

## Intérpretes

### Explosions In The Sky
- Munaf Rayani – guitarra
- Mark Smith – guitarra
- Michael James – bajo y guitarra
- Chris Hrasky – batería y percusión

- Datos: Q5503526